# Bordiura

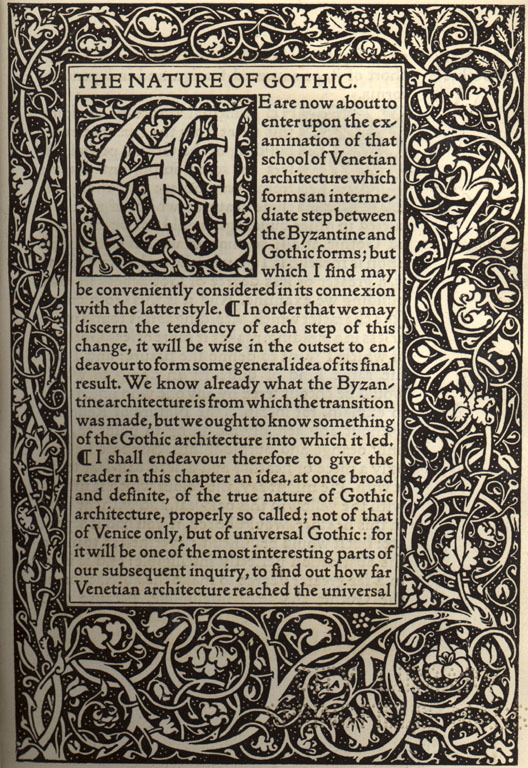
Bordiura w książce

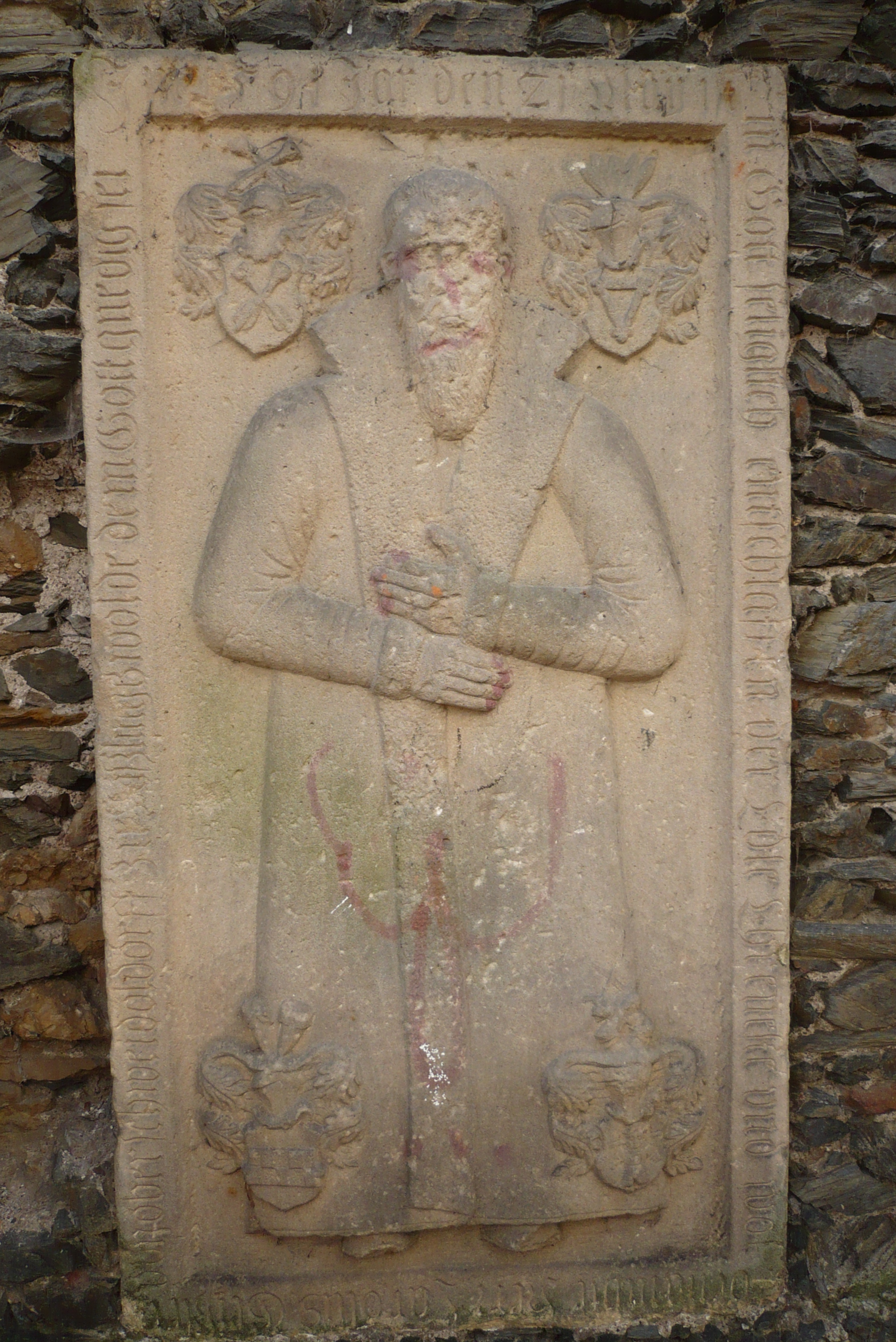
Inskrypcja na bordiurze płyty nagrobnej (Bożków)

Bordiura (fr. bordure, obramowanie) – w ogólnym rozumieniu jest to dekoracyjne obramowanie tkaniny, płaskorzeźby, kompozycji malarskiej lub graficznej, w formie pasa z ornamentem roślinnym lub geometrycznym, niekiedy z motywami figuralnymi.
W książce rękopiśmiennej lub drukowanej, zwana inaczej winietą ramkową, bordiura stanowi zamkniętą ramowo dekorację wypełniającą wszystkie marginesy kodeksu. Bordiura może mieć charakter przedstawiony lub ornamentalny. Stosowano elementy geometryczne, roślinne. zwierzęce, nieraz postacie ludzkie albo fantastyczne. Forma obramowania może powtarzać kształt otaczanego obiektu bądź różnić się od niego.
Obramowanie jest elementarną i powszechną metodą służącą wyróżnieniu części z całości lub łączeniu elementów w zbiorze. Ramka pozwala skonstruować stronę, zdefiniować przestrzeń (wewnętrzną i zewnętrzną) i połączyć, w pewnym sensie, dekorację i tekst. Bordiura pojawia się, w momencie, gdy cały margines został postrzegany jako rama.

## Historia
We wczesnym średniowieczu, motywy zdobnicze, wypływające z kształtu liter, obejmowały cały margines i były wykonywane przy użyciu różnorodnych barw, a często i złota. Zasadnicze elementy ornamentacyjne, które znajdujemy w każdej kulturze to: linia we wszystkich geometrycznych układach, roślina, zwierzę i człowiek. Zastosowanie i rozwiązanie tych pierwotnych motywów zależało od charakteru danego kręgu kulturowego.
W drugiej połowie XIII w. inicjał przekształcał się stopniowo w obramowanie. Na bordiurach zaczęto umieszczać drolerie, czyli drobne scenki figuralne i zwierzęce o charakterze fantastycznym, karykaturalnym, humorystycznym czy groteskowym, przedstawiające nieistniejące zwierzęta, ujęte w żartobliwe sceny z codziennego życia czy bajek i nierealne, zaskakujące zestawienia elementów otaczającego świata.
W XIV wieku bordiury przekształciły się w szlaki meandrów obejmujące cała stronę. Na przełomie XIV i XV w. pojawiają się elementy naśladujące architekturę. Stopniowo związek z inicjałem przestaje być widoczny (Brewiarz, Paryż około 1415 r.). Począwszy od połowy XV w. w ornamentacja marginesów nie wychodzi z inicjału lecz staje się niezależna. W XV w. drolerie ustępują miejsca naturalistycznie traktowanej łodydze z bujnym liścieniem. Liście i kwiaty rysowano wprost z natury, wśród nich umieszczano ptaszki, owady na tle matowego złota które zastąpiło częściowo błyszczące złoto. W Polsce ok. 1500 r. wykształcił się typ bordiur o listwach różnej szerokości, z których dwie większe wypełniały motyw stylizowanej ukwieconej wici akantowej wyrastającej ze wspólnego pnia lub gałązki. Stosowano też motywy przyjęte ze sztuki niderlandzkiej oraz wczesne motywy renesansowe.
Dodatkowe elementy zdobnicze bordiury stanowiły herby, emblematy (znak) i dewizy (hasło).
W najstarszych książkach drukowanych (np. Biblia Gutenberga 1455 r.) nie zaniechano pięknych zdobień. Również można spotkać bordiurę, na którą drukarz zostawił miejsce dla jej późniejszego domalowania.
Poza bordiurą malowaną w kodeksach, należy też zwrócić uwagę na inne obiekty, które ja zawierały. Stosowana także w sztuce, np. bordiura z motywami roślinno-zwierzęcymi na Drzwiach Gnieźnieńskich. Występuje również bordiura heraldyczna.
W  iluminatorstwie książkowym jest to dekorowany pas okalający tekst znajdujący się na karcie księgi.
Również wzorzysty pas kwiatowy utworzony jako obramowanie klombów i gazonów.